# Ubidea
Ubidea (em castelhano) ou Ubide (em basco) é um município da Espanha na província da Biscaia, comunidade autónoma do País Basco, com 2,9 km² de área. Em 2021 tinha 162 habitantes (densidade: 55,9 hab./km²).
Ubide é um município mais alto de Biscaia com uma altitude de 581 metros. Pertencente à Comarca de Arratia, encontra-se num vale rodeado de ladeiras e picos suaves.

## Demografia
| Variação demográfica do município entre 1991 e 2004 | Variação demográfica do município entre 1991 e 2004 | Variação demográfica do município entre 1991 e 2004 | Variação demográfica do município entre 1991 e 2004 |
| --------------------------------------------------- | --------------------------------------------------- | --------------------------------------------------- | --------------------------------------------------- |
| 1991                                                | 1996                                                | 2001                                                | 2004                                                |
| 165                                                 | 161                                                 | 162                                                 | 161                                                 |